# 6898 Saint-Marys
6898 Saint-Marys eller 1988 LE är en asteroid i huvudbältet som upptäcktes den 8 juni 1988 av den amerikanska astronomen Carolyn S. Shoemaker vid Palomar-observatoriet. Den är uppkallad efter Saint Mary's University.
Asteroiden har en diameter på ungefär 8 kilometer och den tillhör asteroidgruppen Eunomia.